# Elecciones al consejo insular de Formentera de 2007
Las elecciones al Consejo Insular de Formentera de 2007 se celebraron el 27 de mayo de 2007. En ellas, todos los ciudadanos de Formentera mayores de 18 años según el censo electoral de 1 de marzo de 2007 fueron llamados a las urnas para elegir por a los 13 consejeros del primer Consejo Insular de Formentera. Tras la aprobación de la reforma del Estatuto de Autonomía de las Islas Baleares en 2007, desaparecía el Consejo Insular de Ibiza y Formentera y se creaban consejos para cada una de las islas. En el caso de Formentera, el Consejo absorbía las competencias del Ayuntamiento de Formentera. En lugar del consejero elegido para el antiguo Consejo en la isla de Formentera (uno), se elegirán trece consejeros-concejales, el mismo número de concejales de los que ya disponía el Ayuntamiento de Formentera.
Estas elecciones se celebraron junto con las elecciones autonómicas baleares, el resto de elecciones a consejos insulares y las elecciones municipales.

## Resultados
| ← Elecciones al Consejo Insular de Formentera de 2007 → |                                                               |                              |       |       |         |     |
| Presidente y consejo ejecutivo | Partido                                                       | Candidato                    | Votos | %     | Escaños | +/- |
| - Presidente: Jaume Ferrer Ribas (GxF) - Consejo ejecutivo: GxF - PSIB-PSOE - Censo: 5.612 - Votantes: 3.497 (62,31%) - Abstención: 2.115 (37,69%) - Válidos: 3.459 - A candidatura: 3.399 | Gent per Formentera (GxF)                                     | Jaume Ferrer Ribas           | 1.134 | 32,43 | 5       | +5  |
| - Presidente: Jaume Ferrer Ribas (GxF) - Consejo ejecutivo: GxF - PSIB-PSOE - Censo: 5.612 - Votantes: 3.497 (62,31%) - Abstención: 2.115 (37,69%) - Válidos: 3.459 - A candidatura: 3.399 | Partido Popular (PP)                                          | Juan Manuel Costa Escanellas | 1.068 | 30,54 | 4       | +1  |
| - Presidente: Jaume Ferrer Ribas (GxF) - Consejo ejecutivo: GxF - PSIB-PSOE - Censo: 5.612 - Votantes: 3.497 (62,31%) - Abstención: 2.115 (37,69%) - Válidos: 3.459 - A candidatura: 3.399 | Partit dels Socialistes de les Illes Balears-PSOE (PSIB-PSOE) | Bartomeu Ferrer Mayans       | 679   | 19,42 | 2       | -4a |
| - Presidente: Jaume Ferrer Ribas (GxF) - Consejo ejecutivo: GxF - PSIB-PSOE - Censo: 5.612 - Votantes: 3.497 (62,31%) - Abstención: 2.115 (37,69%) - Válidos: 3.459 - A candidatura: 3.399 | Grup Independent de Formentera (GUIF)                         | Óscar Portas Juan            | 518   | 14,81 | 2       | -1  |
| - Presidente: Jaume Ferrer Ribas (GxF) - Consejo ejecutivo: GxF - PSIB-PSOE - Censo: 5.612 - Votantes: 3.497 (62,31%) - Abstención: 2.115 (37,69%) - Válidos: 3.459 - A candidatura: 3.399 | En blanco                                                     | N/A                          | 60    | 1,73  | N/A     | N/A |

a Con respecto a los resultados de la COP, integrada por PSIB-PSOE, EU y Els Verds.

En las elecciones, Gente por Formentera fueron la fuerza más votada con 5 concejales-consejeros. Este resultado, junto con un pacto poselectoral con los 2 concejales del PSOE, llevaron a Jaume Ferrer Ribas (GxF) a la alcaldía y presidencia del nuevo Consejo Insular de Formentera.